# Guitarra sigmatifera
Guitarra sigmatifera är en svampdjursart som beskrevs av Topsent 1916. Guitarra sigmatifera ingår i släktet Guitarra och familjen Guitarridae. Inga underarter finns listade i Catalogue of Life.